# Jökulfell (Schiff)
Die Jökulfell war ein unter der Flagge der Isle of Man betriebenes Frachtschiff, das am 8. Februar 2005 60 Seemeilen nordöstlich der Färöer sank.

## Geschichte
Die Jökulfell wurde unter der Baunummer 152 auf der Werft Ørskov Christensen Stålskibsværft in Frederikshavn ursprünglich als Kühlschiff für eine dänische Reederei gebaut. Die Kiellegung fand am 6. Dezember 1988, der Stapellauf am 17. Februar 1989 statt. Die Fertigstellung des Schiffes erfolge am 4. August 1989. Das Schiff wurde auch für die Beförderung anderer Ladungen wie Stückgüter in erster Linie in der Nord- und Ostsee eingesetzt. Das Schiff wurde von dem auf der Isle of Man ansässigen Unternehmen Capco Ship Management bereedert, das technische Management oblag dem estnischen Unternehmen Tesma Estonia. Das Schiff fuhr seit Februar 2004 in Zeitcharter der isländischen Reederei Samskip.
Das Schiff hatte auf seiner letzten Fahrt von Liepāja nach Reyðarfjörður knapp 2.000 Tonnen Stahl und Container geladen. Am Abend des 7. Februar um 21 Uhr färöischer Ortszeit meldete die Jökulfell Seenot bei einer Windgeschwindigkeit von 15 m/s und sechs Meter hohen Wellen nordöstlich der Färöer. Als Unglücksursache wird vermutet, dass sich die Ladung bei dem Wellengang verschoben hatte und so das Schiff in eine manövrierunfähige Schräglage brachte.
Als das färöische Küstenwachschiff Brimil gegen Mitternacht zusammen mit dem Rettungshubschrauber und dem dänischen Patrouillenboot Vædderen des Færøernes Kommando an der Unglücksstelle eintraf, war die Jökulfell bereits gekentert. Von den elf Besatzungsmitgliedern, acht Esten und drei Russen, konnten fünf gerettet werden. Für vier Männer kam jede Hilfe zu spät, und zwei weitere wurden vermisst. An der Suche beteiligten sich drei weitere färöische Schiffe. Island unterstützte die Bemühungen mit einem Suchflugzeug.
Die fünf geretteten Seeleute, vier Esten und ein Russe, wurden am 9. Februar von der Vædderen nach Tórshavn gebracht, wo sie psychologisch betreut werden, bevor sie die Heimreise antraten. Am 10. Februar meldete Útvarp Føroya, dass die Suche nach den beiden Vermissten eingestellt wurde. 
Die Jökulfell liegt nun in etwa 2.000 Meter Tiefe im Nordatlantik.

## Technische Daten
Das Schiff wurde von einem MaK-Dieselmotor des Typs 8M453C mit 2400 kW Leistung angetrieben. Der Motor wirkte auf einen Verstellpropeller. Das Schiff war mit einem Bugstrahlruder ausgestattet.
Das Schiff verfügte über zwei Laderäume mit Zwischendeck. Es war mit drei Schiffskranen ausgerüstet.
Die Decksaufbauten befanden sich im hinteren Bereich des Schiffes. Die Brücke war über die gesamte Breite geschlossen.